# Michaela Coel
Michaela Coel   (Aldgate, 1 d'octubre de 1987) és una actriu, cineasta i poeta anglesa. És coneguda per crear i protagonitzar la comèdia del canal E4 Chewing Gum (2015–2017), per la qual va guanyar el premi BAFTA a la millor interpretació de comèdia femenina; i la sèrie I May Destroy You (2020), per la qual va guanyar el premi British Academy Televisison a la millor actriu el 2021.
Coel també és coneguda pel seu treball en altres produccions com Black Mirror (2016–2017), interpretant a Kate Ashby a la sèrie Black Earth Rising (2018), i com a Simone a la pel·lícula Been So Long (2018).

## Trajectòria
Michaela Ewuraba Boakye-Collinson és filla de pares ghanesos i va créixer als barris de Hackney i Tower Hamlets. Del 2007 al 2009 Coel va estudiar literatura a la Universitat de Birmingham. El 2009 es va traslladar a la Guildhall School of Music and Drama, on va ser la primera dona negra matriculada en cinc anys, i s'hi va graduar el 2012.
Coel va publicar un àlbum titulat Fixing Barbie, que presentava el seu treball com a poeta i música. El 2011 va publicar el disc We're the Losers. L'obra de teatre de Coel Chewing Gum Dreams va ser el seu projecte de graduació a la Guildhall el 2012 i va rebre crítiques positives.
El 2013, Coel va aparèixer al drama de Channel 4 Top Boy i va fer el paper protagonista a Medea al Royal National Theatre. Channel 4 va anunciar que Coel escriuria i protagonitzaria una nova sitcom anomenada Chewing Gum, inspirada en la seva obra Chewing Gum Dreams, l'agost de 2014. La sèrie va començar a E4 l'octubre de 2015. El 2015 va aparèixer al drama de BBC One London Spy. L'any següent, va interpretar a Lilyhot a la comèdia dramàtica de ciència-ficció d'E4 The Aliens, que es va rodar a Bulgària. Chewing Gum va tornar per a una segona temporda el gener de 2017. També va aparèixer en dos episodis, «Nosedive» i «USS Callister», de la sèrie Black Mirror de Charlie Brooker. Coel també va tenir un petit paper a la pel·lícula del 2017 Star Wars: Els últims Jedi.
El 2018, Coel va protagonitzar Black Earth Rising, una coproducció entre BBC Two i Netflix, on va interpretar a Kate, el personatge principal. Coel va crear, escriure, produir, codirigir i protagonitzar la sèrie de comèdia dramàtica I May Destroy You, inspirada en la seva pròpia experiència d'agressió sexual. El juliol de 2021, Coel va participar en Black Panther: Wakanda Forever, que es va estrenar l'11 de novembre de 2022.
El primer llibre de Coel, Misfits: a Personal Manifesto, es va publicar simultàniament al Regne Unit i als EUA el 7 de setembre de 2021 amb Ebury Press. Tracta de les experiències de Coel amb el racisme i la misogínia. Coel va ser elegida membre de la Royal Society of Literature el 2022 i s'identifica com a aromàntica.

## Discografia
EP
- 22 May (2007)[28]

LP
- Fixing Barbie (2009)
- We're the Losers (2011)

## Obra publicada
- Coel, Michaela. Chewing Gum Dreams. UK.  Londres: Oberon Books Ltd, 2013. ISBN 978-1-783-19014-0. OCLC 870600609.
- Coel, Michaela. Misfits: A Personal Manifesto. UK.  Londres: Ebury Press, 2021. ISBN 978-1529148251. OCLC 1246284580.